# Urspelt
Urspelt (luxembourgeois : Ischpelt) est une section de la commune luxembourgeoise de Clervaux située dans le canton de Clervaux.